# Podgora Krapinska
Podgora Krapinska is een plaats in de gemeente Krapina in de Kroatische provincie Krapina-Zagorje. De plaats telt 521 inwoners (2001).